# Dai Sentai Goggle V
Dai Sentai Goggle V (大戦隊ゴーグルファイブ (Đại Chiến đội Goggle V) Dai Sentai Gōguru Faibu, chữ V đọc là "Five"), dịch là Đại Chiến đội Goggle V, là bộ thứ sáu của Super Sentai Series, phát sóng trong năm 1982. Nó được phát sóng trên TV Asahi từ 6 tháng 2 năm 1982 đến 29 tháng 1 năm 1983, với tổng cộng 50 tập. Tên tiếng Anh quốc tế được liệt kê bởi Toei chỉ đơn giản là Goggle V.

## Cốt truyện
Kể từ thời cổ đại, thế lực Đế chế Khoa học Đen tối Deathdark đã luôn luôn được nằm trong bóng tối, điều khiển các tiến bộ khoa học khác nhau mà thường dẫn đến sự huy diệt. Trong thời điểm hiện tại, tiến sĩ Hongou biết được sự tồn tại của Deathdark, ông lập phòng thí nghiệm khoa học để chống lại sự gia tăng của Deathdark và để cho khoa học trong tương lai mang tính xây dựng tốt
Trong một chuyến đi của ông ở Đức, ông đã bị lính của Deathdark phục kích, Quốc trưởng Taboo tuyên bố đã đến lúc cho Deathdark chinh phục thế giới. Hongou may mắn là ông đang ở gần một lớp học thám hiểm và gặp được Ken'ichi Akama và được cứu. Sau đó, Hongou cùng Akama tìm bốn thanh niên để lập thành đội Goggle V và họ bắt đầu chiến đấu chống lại Deathdark.
Khi một trong những vị tướng lãnh của Deathdark -Đại nguyên soái Deathmark đến, các cuộc tấn công của Deathdark trở nên khốc liệt hơn, mà đỉnh cao là một trong những kế hoạch của mình để có một cấp dưới của mình (Mazurka) thành công thâm nhập vào các phòng thí nghiệm khoa học trong tương lai và thổi nó lên. Mặc dù sự phá huỷ căn cứ của mình, các Goggle V sơ tán đến một cơ sở quy mô nhỏ hơn và tung ra một pha phản công, mà cuối cùng không những đánh bại được Deathdark, mà còn đánh bại được cả Taboo và kết thúc mối đe doạ của Deathdark mãi mãi

## Nhân vật

### Đại Chiến đội Goggle V
Kenichi Akama (赤間 健一 (Xích Gian Kiện Nhất) Akama Ken'ichi) - Goggle Red (ゴーグルレッド Gōguru Reddo)
Kanpei Kuroda (黒田 官平 (Hắc Điền Quan Bình) Kuroda Kanpei) - Goggle Black (ゴーグルブラック Gōguru Burakku)
Saburou Aoyama (青山 三郎 (Thanh Sơn Tam Lang) Aoyama Saburō) - Goggle Blue (ゴーグルブルー Gōguru Burū)
Futoshi Kijima (黄島 太 (Hoàng Đảo Thái) Kijima Futoshi) - Goggle Yellow (ゴーグルイエロー Gōguru Ierō)
Miki Momozono (桃園ミキ (Đào Viên Mỹ Thụ) Momozono Miki) - Goggle Pink (ゴーグルピンク Gōguru Pinku)
Bộ phim thành công với 50 tập và 1 movie.

### Đế chế Khoa học Đen tối Deathdark
Quốc trưởng Taboo

## Tập phim
1. Cuộc xâm lược của khoa học hắc ám (暗黒科学の来襲 Ankoku Kagaku no Raishū?)
2. Vươn lên! Những chiến binh của tương lai (起て！未来の戦士 Tate! Mirai no Senshi?)
3. Tấn công Deathtopia (デストピアを撃て Desutopia o Ute?)
4. Mỏ đất tối sưng tấy (ムクムク暗黒地雷 Mukumuku Ankoku Jirai?)
5. Truyền thuyết nơi ác quỷ ẩn nấp (悪魔がひそむ昔話 Akuma ga Hisomu Mukashibanashi?)
6. Tình yêu của một đô vật phản diện (悪役レスラーの愛 Akuyaku Resurā no Ai?)
7. Bố bị biến thành ma (幽霊になったパパ Yūrei ni Natta Papa?)
8. Giáo sư xinh đẹp được nhắm đến (狙われた美人博士 Nerawareta Bijin Hakase?)
9. Ngôi làng nấm địa ngục (地獄のキノコ村 Jigoku no Kinoko Mura?)
10. Bí mật Pomato quý hiếm (珍種ポマトの秘密 Chinshu Pomato no Himitsu?)
11. Chiến lược dung nham đáng sợ (恐怖のマグマ作戦 Kyōfu no Maguma Sakusen?)
12. Hố cát nổi lên từ lời nói dối (嘘から出た砂地獄 Uso Kara Deta Suna Jigoku?)
13. Con cá da trơn cực kỳ náo loạn (大暴れ地底ナマズ Ōabare Chitei Namazu?)
14. Thật nghiêm trọng! Trái đất đang chìm (大変だ！地球沈没 Taihen Da! Chikyū Chinbotsu?)
15. Tổng tư lệnh quỷ dữ được hồi sinh (甦る悪魔の大元帥 Yomigaeru Akuma no Daigensui?)
16. Red! Đóng cuộc gọi (レッド！危機一髪 Reddo! Kikiippatsu?)
17. Nước mắt cậu bé Kappa (カッパ少年の涙 Kappa Shōnen no Namida?)
18. Ngày xóa sổ người lớn (大人が消える日 Otona ga Kieru Hi?)
19. Bí mật ngôi nhà ma (お化け屋敷の秘密 Obakeyashiki no Himitsu?)
20. Bông hoa tử thần: Xương rồng độc (死の花毒サボテン Shi no Hana Doku Saboten?)
21. Sợ hãi! Cá trở thành hóa thạch (恐怖！魚が化石に Kyōfu! Sakana ga Kaseki ni?)
22. Cuộc tấn công của những con búp bê bị nguyền rủa! (呪い人形の攻撃！ Noroi Ningyō no Kōgeki!?)
23. Kế hoạch bong bóng xà phòng vĩ đại (シャボン玉大作戦 Shabondama Dai Sakusen?)
24. Đánh bại kẻ thù giấu mặt (見えない敵を倒せ Mienai Teki o Taose?)
25. Khủng long là sứ giả của quỷ (恐竜は悪魔の使者 Kyōryū wa Akuma no Shisha?)
26. Màu đen! Đảo ngược vĩ đại (ブラック！大逆転 Burakku! Dai Gyakuten?)
27. Khu rừng nhân loại! (人間ジャングル！ Ningen Janguru!?)
28. Mozoos đã chết được hồi sinh (甦った亡霊モズー Yomigaetta Bōrei Mozū?)
29. Nỗi kinh hoàng trong khu phố đang ngủ (眠りの街の恐怖 Nemuri no Machi no Kyōfu?)
30. Quỷ kiếm vàng của Inawashiro (猪苗代の黄金魔剣 Inawashiro no Ōgon Maken?)
31. Cuộc tấn công vĩ đại! (Màu xanh!  ブルー！大突撃!?, Burū! Dai Totsugeki!)
32. Loài người không xương đáng kinh ngạc (ドキッ骨ぬき人間 Dokihhone-nuki Ningen?)
33. Vụ nổ vĩ đại của Caesare?! (シーザー大爆破？！ Shīzā Dai Bakuha?!?)
34. Nó đã xuất hiện! Chiêu thức vàng kim đặc biệt (出た！黄金必殺技 Deta! Ōgon Hissatsu-waza?)
35. Cuộc tấn công của loài người ăn sắt (鉄喰い人間の襲撃 Tetsu-kui Ningen no Shūgeki?)
36. Trận đấu! 0,3 giây! (決闘！0・3秒！ Kettō! Rei ten San byō!?)
37. Tấn công máy bay ném bom bí ẩn (謎の爆撃機を撃て Nazo no Bakugekiki o Ute?)
38. Cuộc tấn công của tình bạn! (友情のアタック！ Yūjō no Atakku!?)
39. Sách tranh Ác quỷ ăn thịt người (悪魔の人食い絵本 Akuma no Hitokui Ehon?)
40. Căn cứ bí mật đang gặp nguy hiểm (秘密基地が危ない Himitsu Kichi ga Abunai?)
41. Cuộc phiêu lưu vĩ đại của một người cha đã biến hình (変身パパの大冒険 Henshin Papa no Daibōken?)
42. Ám sát! Bẫy bọ cạp (暗殺！サソリの罠 Ansatsu! Sasori no Wana?)
43. Chiến đấu đến chết! Cuộc đấu tranh ở Koban (死闘！小判争奪戦 Shitō! Koban Sōdatsusen?)
44. A! Thức ăn trong cát (あ！食べ物が砂に A! Tabemono ga Suna ni?)
45. Hai người da đen! (Hai người da đen!  二人のブラック！?, Futari no Burakku!)
46. Siêu năng lượng đến ( 超エネルギー出現?, Chō Enerugī Shutsugen)
47. Đây là vũ khí tối thượng (これが最終兵器だ Kore ga Saishū Heiki Da?)
48. Ngày cuối cùng của căn cứ bí mật (秘密基地最後の日 Himitsu Kichi Saigo no Hi?)
49. Chung sức! Thử thách cuối cùng (将軍！最後の挑戦 Shōgun! Saigo no Chōsen?)
50. Tiến tới tương lai tươi sáng (進め！輝く未来へ Susume! Kagayaku Mirai e?)

## Diễn viên
- Kenichi Akama: Ryōji Akagi
- Kanpei Kuroda: Jyunichi Haruta
- Saburo Aoyama: Shigeki Ishii
- Futoshi Kijima: Sanpei Godai
- Miki Momozono: Megumi Ōkawa
- Midori Wakagi: Itsuko Kobayashi
- Sayuri Yamamoto: Chieko Hosoya
- Tatsuya Ueda: Hidenori Iura
- Makoto Takenaka: Minoru Takeuchi
- Haruo Shimada: Kazuhiko Ōhara
- Daisuke Oyama: Tomonori Mizuno
- Akane Aizawa: Hanae Sugimoto
- Dr. Hideki Hongo: Noboru Nakaya
- General Desgiller: Toshimichi Takahashi
- Beth: Kumiko Shinbo
- Narrator: Tōru Ōhira